# 亚目
亚目（suborder）是生物分类法中的一级，一般是界于目和科之间，但有時亚目和科之間會再分下目（又譯作次目）。亞目的拉丁文名稱較無固定的字尾。

## 下目
下目（infra-order），又譯作次目是生物分类法的一级，一般介于亚目和科之间，但下目之下有時也分超科，下目的拉丁文分類名稱在非動物類時大多為-aria的字尾，但動物則無固定字尾

## 超科
超科（Superfamily），又譯作總科，是生物分類法中的一個層級，介於亞目和科之间。有時在超科和亞目之間還有下目（或稱次目）的分類。一般超科名稱的拉丁字尾是-oidea。

## 小目
小目（英文稱為 parvorder）是生物分類法中的一個附屬級別，介於下目和總科之間。例如類人猿下目又細分為闊鼻小目及狹鼻小目。